# Eduardo de Hinojosa y Naveros
Eduardo de Hinojosa y Naveros (Alhama de Granada, 25 de noviembre de 1852 - Madrid, 19 de marzo de 1919) fue un jurisconsulto e historiador español.

## Biografía
Hinojosa obtiene a los 19 años el doctorado en Derecho por la Universidad de Granada. En 1878 se traslada a Alemania y establece relaciones científicas en materias como Derecho Romano e Historia. Entre 1880 y 1885 se doctora en Letras, obtiene la cátedra de Geografía histórica de la Escuela Superior de Diplomática, y publica una obra de carácter general,  Historia del derecho romano según las más recientes investigaciones, en dos volúmenes.
Perteneció a la Unión Católica. En 1887 editó el primer tomo de una Historia general del Derecho español, que quedó interrumpida. Sus principales hitos fueron la obtención de la cátedra de Historia Antigua y Media de España en 1900, la cátedra de Historia de América desde 1906 y su labor como miembro de la Real Academia de la Historia a partir de 1889.
Hinojosa ocupó diversos cargos políticos: gobernador civil de Alicante, Valencia y Barcelona, senador por la Universidad de Santiago (1901-1910), senador por la Real Academia de la Historia (1911-1915) y Director de Instrucción Pública en el Ministerio de Fomento. Actividades, todas ellas, centradas en la última década del XIX.
En 1914 una enfermedad trunca su dedicación docente e investigadora. Cinco años más tarde falleció en Madrid.

## Obra
La obra científica de Hinojosa se centra fundamentalmente en la España medieval. Sus monografías sostienen la ideología germánica de nuestro Derecho, tema formulado en El elemento germánico del derecho español, que presentó al Congreso de Ciencias Históricas celebrado en Berlín en 1908. en ellas expresa su honda preocupación por la condición y el estado de las clases sociales, que abordará en El régimen señorial y la cuestión agraria en Cataluña, su estudio más extenso. En múltiples trabajos sobre comunidad doméstica, fraternidad artificial, condición de la mujer casada... atiende a instituciones estrictamente jurídicas. Debido a su información sobre la historia del derecho extranjero es usual verle remontarse a los orígenes del municipio alemán para analizar sus posibles influencias en el castellano-leonés. Asimismo, se interesó también en conocer el mundo jurídico de importantes textos literarios.
Fue un buen conocedor de los «idiomas de la cultura» (Kultursprachen), al igual que sus contemporáneos europeos. Manejó las lenguas clásicas y modernas y su afán por la ciencia le llevó a estudiar ruso para traducir publicaciones en esta lengua.
Ideológicamente fue hombre católico y se mantuvo al margen de los que se vincularon a la Institución Libre de Enseñanza. Su honestidad, intelecto y calidad científicas le granjearon el respeto y la estima de todos.
A finales de siglo la novedad de sus enseñanzas no despertó demasiado interés, y así como Ortega años después, Hinojosa debió sentirse como un profesor in partibus infidelium.
En 1910 esta situación cambia al crearse el Centro de Estudios Históricos, donde preparaban sus tesis doctorales un selecto grupo de jóvenes, entre los que destacan José María Ramos Loscertales, Galo Sánchez, y sobre todo, Claudio Sánchez Albornoz.
Al fallecer Hinojosa en 1919, la inquietud renovadora de estos discípulos suyos había alcanzado ya a otros estudiosos. Todos ellos, coincidentes en inquietudes y formación, fundarán propiamente la Escuela de Hinojosa, una escuela en la que todos los historiadores del Derecho se sienten deudores del eminente profesor granadino en cuanto fundador de una ciencia moderna, crítica, europeista y rigurosa.